# Orthobula
Orthobula es un género de arañas araneomorfas de la familia Corinnidae. Se encuentra en África y Asia.

## Lista de especies
Según The World Spider Catalog 12.0:
- Orthobula bilobata Deeleman-Reinhold, 2001
- Orthobula calceata Simon, 1897
- Orthobula charitonovi (Mikhailov, 1986)
- Orthobula crucifera Bösenberg & Strand, 1906
- Orthobula impressa Simon, 1897
- Orthobula infima Simon, 1896
- Orthobula milloti Caporiacco, 1949
- Orthobula pura Deeleman-Reinhold, 2001
- Orthobula qinghaiensis Hu, 2001
- Orthobula quadrinotata Deeleman-Reinhold, 2001
- Orthobula radiata Simon, 1897
- Orthobula sicca Simon, 1903
- Orthobula spiniformis Tso, Zhu, Zhang & Zhang, 2005
- Orthobula tibenensis Hu, 2001
- Orthobula trinotata Simon, 1896
- Orthobula yaginumai Platnick, 1977
- Orthobula zhangmuensis Hu & Li, 1987